# 홍낙안
홍낙안(洪樂安, 1752년 ~ 미상) 은 조선 후기의 문신이다. 자는 인백(仁伯), 호는 노암(魯庵)이고 본관은 풍산(豊山).